# Estadio Durival de Britto e Silva
El Estadio Durival de Britto e Silva más conocido como Estadio da Vila Capanema es un estadio de fútbol ubicado en la ciudad de Curitiba, capital del Estado de Paraná en Brasil. El estadio inaugurado en 1947 es propiedad del Paraná Clube.
Fue sede de la Copa Mundial de Fútbol de 1950 celebrada en Brasil en donde albergó dos partidos. Su dirección es Rua Engenheiro Rebouças, s/n.º - Curitiba (PR).

## Eventos más importantes

### Copa Mundial de Fútbol de 1950
- Se disputaron solo dos partidos correspondientes a la primera ronda de la Copa Mundial de Fútbol de 1950.
| Fecha               | Selección #1 | Resultado | Selección #2   | Ronda                 | Espectadores |
| ------------------- | ------------ | --------- | -------------- | --------------------- | ------------ |
| 25 de junio de 1950 | España       | 3 - 1     | Estados Unidos | Primera fase, Grupo 2 | 9500         |
| 29 de junio de 1950 | Suecia       | 2 - 2     | Paraguay       | Primera fase, Grupo 3 | 7900         |